# گودی زیرواره‌ای
گودی زیرواره‌ای (انگلیسی: Mandibular fossa) فرورفتگی عمیق در بخش صدفی استخوان گیجگاهی در بُن‌ِ استخوان گونه است که کلّگی (condyle) استخوان فک پایین در آن قرار می‌گیرد.